# Telecommunicatienetwerk
Een telecommunicatienetwerk is een stelsel van één of meer verbindingen – al of niet met knooppunten – die (elektronische) communicatie tussen twee of meer aansluitpunten mogelijk maakt. Voorbeelden van telecommunicatienetwerken zijn het openbare telefonienetwerk, het internet en de intercom bij een voordeur.

## Netwerkarchitectuur

### Elementen binnen een telecommunicatienetwerk
De knooppunten van een telecommunicatienetwerk omvatten de schakel- of routeringsfunctionaliteit. Voorbeelden hiervan zijn de telefooncentrale en de IP-router.
Op aansluitpunten kan het netwerk informatie uitwisselen met de omgeving (of een ander netwerk). Verbindingen zijn er in twee soorten: tussen twee knooppunten (transportverbinding) en tussen een knooppunt en aansluitpunt. De betreffende interfaces worden respectievelijk aangeduid met NNI (Network Node Interface) en UNI (User Network Interface).
De elementen hebben specifieke kenmerken, zoals capaciteit, bandbreedte en betrouwbaarheid. Gezamenlijk bepalen zij de kwaliteit van de verbinding tussen twee aansluitpunten.

### Gelaagde netwerkarchitectuur

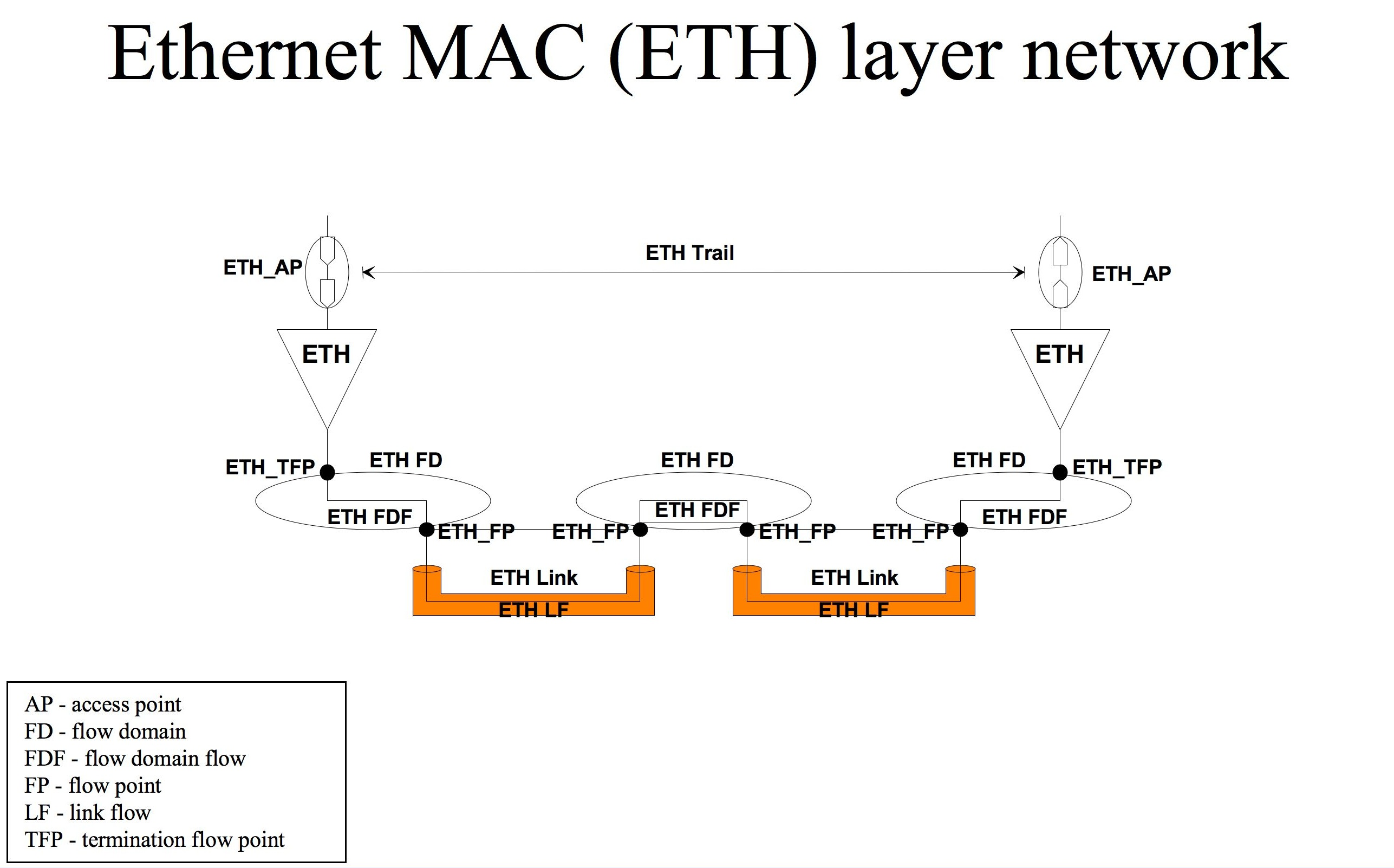
Voorbeeld van een netwerklaag binnen een ethernet-netwerk

Door recursiviteit in het model ontstaan netwerklagen (niet te verwarren met de lagen van het OSI-model). Recursiviteit ontstaat door een verbinding te (her)definiëren als de (logische) transportverbinding tussen twee aansluitpunten. De architectuur van transportnetwerken is gestandaardiseerd door de Internationale Telecommunicatie-unie (ITU) in de standaarden G.803 en G.805. Ontwikkelingen aan deze standaard vinden plaats binnen de SG 15 (Studiegroep 15). Voor 'Automatic Switched Transport Networks' (ASTN's), zoals internet, worden door de ITU separate architecturen opgesteld.

## Historische ontwikkeling
De ontwikkeling van telecommunicatienetwerken kent een geschiedenis van ruim een eeuw. Het aanleggen van (openbare) telecommunicatienetwerken is lang een monopolie geweest van de staat. Sinds de jaren tachtig van de twintigste eeuw kunnen particuliere ondernemingen in Nederland een vergunning krijgen van de OPTA voor het aanleggen van openbare telecommunicatienetwerken. Sinds die tijd zijn vele nationale en internationale netwerken beschikbaar gekomen. Door deze concurrentie en de snelle ontwikkeling van de (digitale) technologie kunnen bedrijven en particulieren voor steeds minder kosten beschikken over een steeds hogere capaciteit.